# Cratere Flammarion (Luna)
Flammarion è un cratere lunare di 76,18 km situato nella parte sud-occidentale della faccia visibile della Luna, sul bordo meridionale del Sinus Medii, tra i crateri Mösting a nordovest e Herschel a sudest. Il primo di questi interseca l'orlo occidentale di Flammarion.
Le pareti esterne di Flammarion, considerevolmente erose, sono spaccate sul lato nordovest, e la parte restante è fortemente danneggiata. La parte più intatta della parete si trova a sudest. La Rima Flammarion passa attraverso la spaccatura nel bordo nordovest, e si estende per circa 80 km verso da ovest-sudovest. Il fondo del cratere è stato riempito dalla lava, ed è per questo relativamente piatto, punteggiato soltanto da piccoli crateri.
Il cratere è dedicato all'astronomo francese Camille Flammarion.

## Crateri correlati
Alcuni crateri minori situati in prossimità di Flammarion sono convenzionalmente identificati, sulle mappe lunari, attraverso una lettera associata al nome.
| Flammarion | Coordinate          | Diametro (in km) |
| ---------- | ------------------- | ---------------- |
| A          | 1°57′S 2°30′W       | 3,58             |
| B          | 4°02′24″S 4°34′12″W | 5,88             |
| C          | 2°01′12″S 3°45′36″W | 4,29             |
| D          | 3°01′48″S 4°46′48″W | 4,48             |
| T          | 2°48′00″S 2°03′36″W | 33,11            |
| U          | 3°00′00″S 1°24′36″W | 11,38            |
| W          | 2°07′48″S 2°23′24″W | 6,13             |
| X          | 2°52′12″S 3°02′24″W | 2,38             |
| Y          | 3°43′48″S 3°11′24″W | 2,3              |
| Z          | 2°15′36″S 1°28′12″W | 4,01             |